# فيرجينيا جاراميلو
فيرجينيا جاراميلو سياسية مكسيكية، تنتمي إلى حزب الثورة الديمقراطية.
في عام 1997 تم انتخابها في الجمعية التشريعية للمقاطعة الفيدرالية كنائبة محلية عن حزب الثورة الديمقراطية، وخلال فترة عملها عملت في العديد من اللجان التشريعية.
وقد شغلت جاراميو فيما بعد منصب بورو مايور (رئيس الوفد) لوفد كواثتموك (2003-2006).